# Uc (grup musical)
|  | Aquest article tracta sobre el grup musical. Vegeu-ne altres significats a «Uc». |

Uc és un grup de música eivissenc format el 1973 per Joan Marí (Joan Murenu), Isidor Marí i Victorí Planells.
El grup Uc és un grup de les Pitiüses que van recuperar cançons tradicionals eivissenques gairebé de l'oblit donant-los un estil folk. Les cançons dels primers treballs del grup s'han convertit en part de l'imaginari popular col·lectiu d'Eivissa i Formentera. A més, aquesta idea de recuperació de cançons populars tradicionals els va fer tenir una certa fama arreu dels Països Catalans i van sorgir grups similars amb la mateixa intenció. Al seu segon treball, En aquesta illa tan pobra (1976), hi apareixen a més, cançons també tradicionals, però amb més contingut social, com Sa nostra ciutat d'Eivissa o Es pobres no podem viure i ja una cançó composta per un dels seus membres, Flors de baladre, d'Isidor Marí, també convertida com les tradicionals en una cançó popular actualment. A partir d'allí es van anar dedicant a cantar cançons pròpies. A més, al segon disc hi ha una cançó amb lletra del poeta eivissenc Marià Villangómez, avançant el treball Entre la mar i el vent (1997), on Uc posa música als textos de Villangómez. El 1984, Isidor Marí abandonà el grup per dedicar-se a la seva carrera de cantautor en solitari i els altres components (Victorí Planells i Joan Murenu) van continuar amb el conjunt. El nom prové de l'uc, el crit tradicional eivissenc. El primer disc del grup es deia Uc. Cançons d'Eivissa i la gent va suposar que Uc era el seu nom.

## Discografia
- Cançons d'Eivissa (Blau, 1974)
- En aquesta illa tan pobra (Blau, 1976)
- Una ala sobre el mar (Blau, 1979)
- Cançoniues (Blau, 1987)
- Camins de migjorn (Blau, 1993)
- Entre la mar i el vent. Uc canta a Marià Villangomez (Blau, 1997)
- Toc i repicó (Blau, 1998)